# Episema elvira
Episema elvira là một loài bướm đêm trong họ Noctuidae.